# Хосєй-Мару
Хосєй-Мару (Hosei Maru) — транспортне судно, яке під час Другої світової війни брало участь у операціях японських збройних сил на Тихому океані.
Судно спорудили як MV Poseidon в 1914 році на британській верфі Smith's Dock Co. Ltd. у Мідлсбро для нідерландської компанії Nederlandsch–Indische Tankstoomboot Maatschappij. У 1918-му його реквізував уряд США, проте вже наступного року, по завершенні Першої світової війни, повернув власнику.
З 1921-го судно працювало у Нідерландській Ост-Індії. 1 березня 1942-го японці висадились на сході та заході острова Ява, а 6 березня MV Poseidon затопили в Чілачапі (центральна частина південного узбережжя Яви).
У 1943-му японці підняли судно та відправили в Сінгапур на ремонт, після чого почали використовувати його під назвою «Хосєй-Мару». Танкер далі працював у окупованій Нідерландській Ост-Індії, зокрема відомо, що 3—6 серпня 1944-го він пройшов у конвої від південно-східного завершення Борнео до Сурабаї (головна база на сході Яви), а 14—26 січня 1945-го пройшов у конвої з Сурабаї до Балікпапану (центр нафтовидобутку на сході Борнео).
Станом на початок квітня 1945-го судно перебувало в Сінгапурі, звідки вийшло 5 квітня у рейс до Балікпапану, маючи на борту 400 тонн парафіну в бочках. 10 квітня «Хосєй-Мару» без охорони прямувало через Яванське море біля східного завершення Суматри. Тут його виявив нідерландський підводний човен O-19, який невдовзі після опівдня випустив по танкеру дві торпеди з дистанції менш ніж п'ять сотень метрів. Обидві торпеди пройшли під «Хосєй-Мару», після чого субмарина спливла на поверхню та відкрила вогонь з гармати. «Хосєй-Мару» було неозброєне, а спроби відповідати вогнем зі стрілецької зброї були придушені з кулеметів. Всього з O-19 випустили 86 88-мм снарядів, маже всі з яких влучили в ціль. Танкер охопила пожежа й менш ніж за сорок хвилин після початку атаки він затонув. Ввечері 38 вцілілих підібрав переобладнаний мисливець за підводними човнами «Кайрю-Мару», проте 10 осіб загинули.